# Tarlan Poladov
Tarlan Poladov (ur. 8 czerwca 1968) – radziecki, a potem azerski judoka.
Uczestnik mistrzostw świata w 1993. Startował w Pucharze Świata w 1990 i 1996. Wicemistrz Europy w 1993 roku.